# Menuet

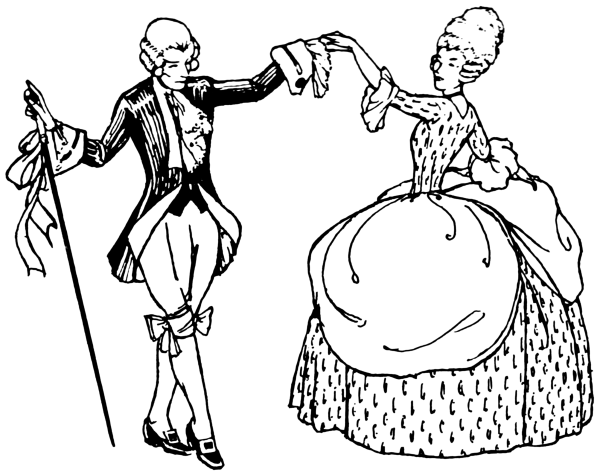
Jedna z pozycji w menuecie

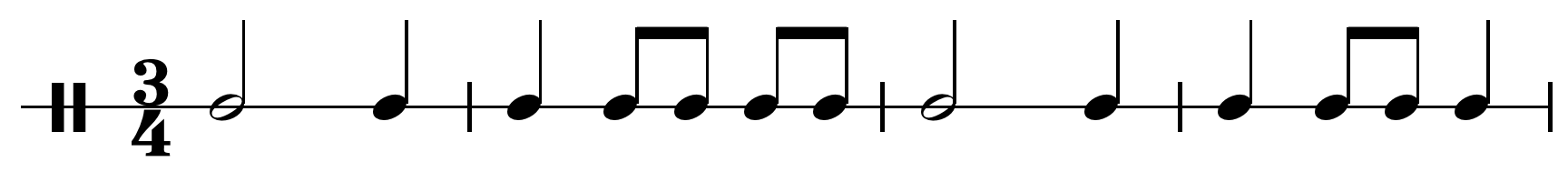
Schemat rytmiczny w menuecie

Menuet (fr. menu pas – drobny krok) – francuski taniec ludowy, który stał się z czasem tańcem dworskim, w metrum 3/4 i tempie umiarkowanym. Tańczony był parami i składał się z kilku figur. Największą popularność zdobył na dworze Ludwika XIV.
Figury menueta: ukłon, podanie prawej ręki, podanie lewej ręki, podanie dwóch rąk, figura zet.